# 湖南工商大学駅
湖南工商大学駅（こなんこうしょうだいがくえき、中文表記: 湖南工商大学站、英文表記: Hunan University of Technology and Business station）は、中華人民共和国湖南省長沙市岳麓区にある長沙地下鉄6号線の駅である。

## 駅周辺
- 桐梓坡西路
- 湖南工商大学
- 黄陂塘公園
- 湖南省交通科技職業中等専業学校
- 湖南芸術職業学院（中国語版）北院